# Гелінца (комуна)
Гелінца (рум. Ghelința) — комуна у повіті Ковасна в Румунії. До складу комуни входять такі села (дані про населення за 2002 рік):
- Гелінца (4510 осіб) — адміністративний центр комуни
- Харале (264 особи)

Комуна розташована на відстані 167 км на північ від Бухареста, 36 км на схід від Сфинту-Георге, 58 км на північний схід від Брашова.

## Населення
За даними перепису населення 2002 року у комуні проживали 4774 особи.
Національний склад населення комуни:
| Національність | Кількість осіб | Відсоток |
| -------------- | -------------- | -------- |
| угорці         | 4702           | 98,5%    |
| румуни         | 64             | 1,3%     |
| цигани         | 8              | 0,2%     |

Рідною мовою назвали:
| Мова      | Кількість осіб | Відсоток |
| --------- | -------------- | -------- |
| угорська  | 4706           | 98,6%    |
| румунська | 64             | 1,3%     |
| циганська | 3              | 0,1%     |
| німецька  | 1              | < 0,1%   |

Склад населення комуни за віросповіданням:
| Релігія                                       | Кількість осіб | Відсоток |
| --------------------------------------------- | -------------- | -------- |
| римо-католики                                 | 4585           | 96,0%    |
| реформати                                     | 105            | 2,2%     |
| православні                                   | 65             | 1,4%     |
| адвентисти                                    | 10             | 0,2%     |
| унітарії                                      | 4              | 0,1%     |
| греко-католики                                | 3              | 0,1%     |
| лютерани (Синодально-пресвітеріанська церква) | 2              | < 0,1%   |